# 160. pehotni polk (Italija)
160. pehotni polk Milano (izvirno italijansko 160º Reggimento fanteria) je bil pehotni polk Kraljeve italijanske kopenske vojske.

## Zgodovina
Med prvo svetovno vojno je bil polk nastanjen na soški fronti.